# Danza de los palos de Villablanca

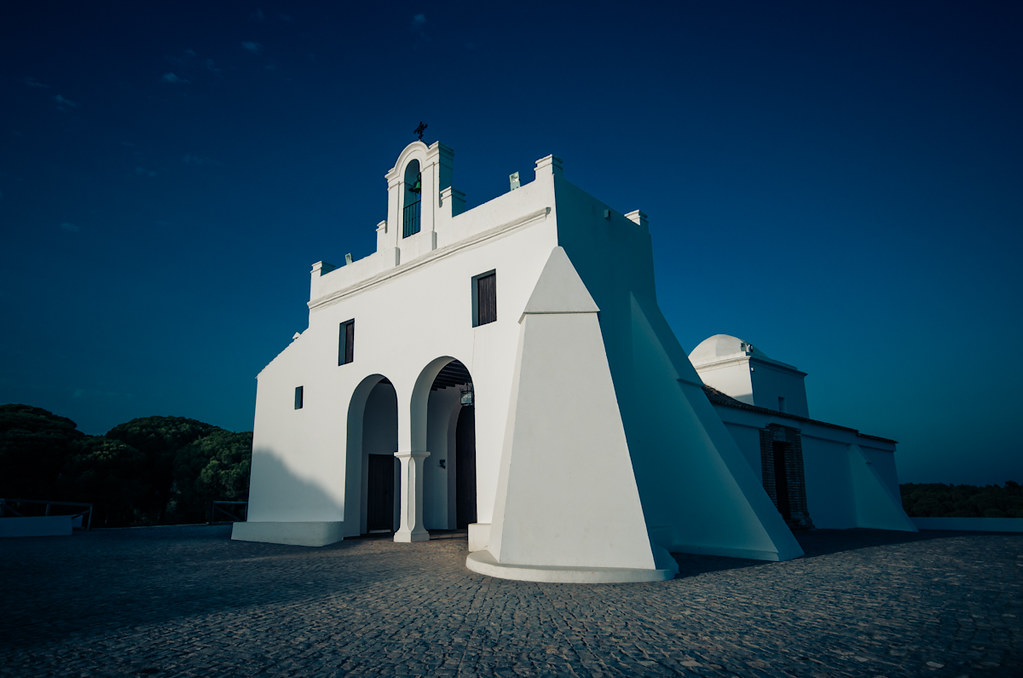
Ermita de la Virgen de la Blanca

La danza de los palos, también conocida como danza de los pastores o danza de la Virgen, es una de las llamadas danzas rituales onubenses, desarrollada en la localidad de Villablanca, en la provincia de Huelva, España. Los símbolos de esta danza son la Virgen de la Blanca, la ermita, los palos, la indumentaria y las mudanzas. Se lleva a cabo en la plaza de la Constitución, el camino entre el pueblo y la ermita de Nuestra Señora de la Blanca, la ermita de Nuestra Señora de la Blanca y el entorno de la ermita.
Se trata de una danza ritual en honor a Nuestra Señora de la Blanca realizada en el contexto de la romería del último domingo de agosto y en la procesión urbana de San Roque, el 16 de agosto.
La danza, interpretada con palillos y «arcos» (palos curvos cubiertos con cintas de colores), la ejecutan tres grupos de danzantes: niños, jóvenes y mayores. Su número es impar (de siete a trece danzantes). Dentro de la danza destacan las figuras del «arco», el «corro», la «fila», el «cruce de filas», la «vuelta», la «culebra» y la «danza en pareja». El danzante que dirige las mudanzas es denominado manijero.
Participan en distintos momentos festivos:
- Traslado del simpecado de la ermita al pueblo (danza infantil).
- Tarde-noche del sábado, víspera de la romería (danza juvenil).
- Mañana y tarde de la romería (danza de mayores o vieja).

La indumentaria de los danzantes consta de pantalón de terciopelo azul marino hasta media pierna, camisa blanca, faja de color salmón, medias blancas y zapatillas negras. Al cuello lucen un pañuelo de cachemira y en la cabeza un bonete abierto, puntiagudo por delante, forrado del mismo color salmón con flores y cintas que cuelgan sobre la espalda.
El 17 de marzo de 2005 fue inaugurada en la plaza de la Constitución una fuente monumental en homenaje a esta danza. Consta de la escultura del manijero interpretando la mudanza "de recogida" sobre un pedestal ochavado que acoge otros cuatro relieves con las representaciones de otros pasos de la danza. La obra fue realizada por Martín Lagares.